# قضية مؤلمة
قضية مؤلمة (بالإنجليزية: A Painful Case)‏ قصة قصيرة من تأليف الكاتب الأيرلندي جيمس جويس. نُشِرت القصة للمرة الأولى في عام 1914 مُضمَّنة في مجموعة جويس القصصية «ناس من دبلن» (Dubliners).

## القصة
الشخصية الرئيسية في القصة هو السيد دافي، وهو رجل في منتصف العمر يعمل صرافاً في البنك، اختار السيد دافي طواعيةً أن يعيش في ضاحية معزولة في دبلن، ويُوصَف أنَّه رجل متزمَّت غير اجتماعي. وفي إحدى الليالي قدم السيد دافي إلى حفلٍ ليلي، وتعرَّف هناك على السيدة إيملي سنيكو، وهي متزوجة ومعها ابنتها ميري. يبدأ الاثنان في علاقة بسيطة، وبلغت براءتها أن تغاضى عنها زوجها ظاناً أنهما يتحدثان عن ابنته. تزداد العلاقة بين دافي وإيملي عمقاً، وفي إحدى الأمسيات أخذت السيدة سنيكو يده ووضعتها على خدها، لكنَّ دافي لا يشعر بالارتياح وينهي العلاقة بينهما. وبعد أربع سنين من تلك الحادثة قرأ السيد دافي في إحدى الصحف عن خبر موت السيدة سينيكو بعد أن صدمها قطار، في المقال الصحفي حديث منقول عن زوجها، يقول فيه أنَّها بدأت تدمن على الكحول منذ سنتين، والحادثة عموماً تؤشر إلى أنها انتحرت بإرادتها. في البداية يشعر السيد دافي بالاستياء والاشمئزاز من الدرك الذي انحدرت إليه، ولكن الأفكار تنساب ببطء إلى ذهنه أنَّه هو المسؤول عن اكتئابها عندما رفض مقابلتها مجدداً، بعد قراءة المقال مراراً وتكراراً صعد السيد دافي إلى قمة تل ماغازين، ومن هناك كان بإمكانه أن يرى دبلن بأكملها. تنتهي القصة بالسيد دافي وهو ينصت إلى سكون الليل المحيط على قمة التل، حيث اعتاد أن يجلس مع إيملي ويسهرا معاً، وعندها أدرك حقاً كم هو وحيد.